# Stop Snitchin Stop Lyin

Stop Snitchin Stop Lyin est une mixtape cd/dvd du rappeur The Game sortie en 2006.

## L'album

### Titres
1. Intro
2. We Are the Champions
3. 120 Bars
4. Stop Talkin' to the Cops
5. Niggaz Bleed, avec Techniec
6. Testify, avec Techniec et Charli Baltimore
7. 1970 Somethin', avec The Notorious B.I.G.
8. G-Unit Crip avec Techniec
9. Beach Boy, avec Techniec
10. Not Gonna Leave, avec Paul Wall et Trae
11. Above the Rim in Farmington
12. Freeze, avec Eastwood
13. A.M. to P.M., avec Cyssero
14. My Lowrider avec Paul Wall, WC, E-40, Chingy, Techniec, Crooked I, Lil' Rob et Ice Cube
15. Gayo
16. Bounce Back avec Charli Baltimore)
17. Quiet, avec Lil' Kim)
18. All I Need
19. I Told You
20. Buckfest, avec Cashville
21. Outro (Red Bandana)